# رومان ماركيلوف
رومان ماركيلوف هو لاعب كرة قدم روسي في مركز الوسط، ولد في 16 يوليو 1984. لعب مع نادي دينامو الداغستاني.

## وصلات خارجية
- رومان ماركيلوف على موقع قاعدة بيانات كرة القدم.إي يو (الإنجليزية)
- رومان ماركيلوف على موقع Soccerway.com (الإنجليزية)